# Фінал Кубка Футбольної ліги 1970
Фінал Кубка Футбольної ліги 1970 — фінальний матч розіграшу Кубка Футбольної ліги 1969—1970, 10-го розіграшу Кубка Футбольної ліги. У матчі, що відбувся 7 березня 1970 року на стадіоні «Вемблі», зіграли «Манчестер Сіті» та «Вест-Бромвіч Альбіон».
| Володар Кубка Футбольної ліги 1970 |
| ---------------------------------- |
|                                    |
| «Манчестер Сіті» 1-й титул         |

## Шлях до фіналу
| Манчестер Сіті       | Манчестер Сіті           | Раунд                           | Вест-Бромвіч Альбіон | Вест-Бромвіч Альбіон                    |
| -------------------- | ------------------------ | ------------------------------- | -------------------- | --------------------------------------- |
| Суперник             | Результат                | Кубок Футбольної ліги 1969—1970 | Суперник             | Результат                               |
| Саутпорт             | 3-0 на виїзді            | 1/32 фіналу                     | Астон Вілла          | 2-2 на виїзді                           |
| Ліверпуль            | 3-2 вдома                | 1/16 фіналу                     | Іпсвіч Таун          | 1-1 на виїзді, 2-0 вдома (перегравання) |
| Евертон              | 2-0 вдома                | 1/8 фіналу                      | Бредфорд Сіті        | 4-0 вдома                               |
| Квінз Парк Рейнджерс | 3-0 вдома                | 1/4 фіналу                      | Лестер Сіті          | 0-0 на виїзді, 2-1 вдома (перегравання) |
| Манчестер Юнайтед    | 2-1 вдома, 2-2 на виїзді | 1/2 фіналу                      | Бристоль Сіті        | 0-1 на виїзді, 4-1 вдома                |

## Матч

### Деталі
| 7 березня 1970 |

| Манчестер Сіті      | 2:1 дч | Вест-Бромвіч Альбіон |
| ------------------- | ------ | -------------------- |
| Дойл 60' Пардо 102' |        | Астл 5'              |

| Вемблі, Лондон Глядачів: 97 963 Арбітр: В.Джеймс |

|  |  |

|                  |  |               |  |                  |
|                  |  |               |  |                  |
| В                |  | Джо Корріган  |  |                  |
| З                |  | Тоні Бук (к)  |  |                  |
| З                |  | Артур Манн    |  |                  |
| З                |  | Томмі Бут     |  |                  |
| ПЗ               |  | Майк Дойл     |  |                  |
| ПЗ               |  | Алан Оукс     |  |                  |
| ПЗ               |  | Джордж Хеслоп |  |                  |
| ПЗ               |  | Колін Белл    |  |                  |
| ПЗ               |  | Майк Саммербі |  | Замінений        |
| Н                |  | Френсіс Лі    |  |                  |
| Н                |  | Глін Пардо    |  |                  |
| Заміни:          |  |               |  |                  |
| ПЗ               |  | Ян Боєр       |  | Вийшов на заміну |
| Головний тренер: |  |               |  |                  |
| Джо Мерсер       |  |               |  |                  |

|                  |  |                 |  |                  |
|                  |  |                 |  |                  |
| В                |  | Джон Осборн     |  |                  |
| З                |  | Дуг Фрейзер     |  |                  |
| З                |  | Рей Вілсон      |  |                  |
| З                |  | Джон Кає        |  |                  |
| ПЗ               |  | Джон Талбут     |  |                  |
| ПЗ               |  | Лен Кантелло    |  |                  |
| ПЗ               |  | Колін Саггетт   |  |                  |
| ПЗ               |  | Аза Гартфорд    |  | Замінений        |
| Н                |  | Тоні Браун      |  |                  |
| Н                |  | Джефф Астл      |  |                  |
| Н                |  | Боббі Хоуп      |  |                  |
| Заміни:          |  |                 |  |                  |
| ПЗ               |  | Дірк Кживіцький |  | Вийшов на заміну |
| Головний тренер: |  |                 |  |                  |
| Алан Ашман       |  |                 |  |                  |